# NGC 6607
NGC 6607 é uma galáxia espiral (Sb) localizada na direcção da constelação de Draco. Possui uma declinação de +61° 20' 00" e uma ascensão recta de 18 horas, 12 minutos e 14,9 segundos.
A galáxia NGC 6607 foi descoberta em 4 de Agosto de 1883 por Lewis A. Swift.